# 文经
文经（945年）是大理国皇帝段思英的年号，共计1年。文經元年十月段思良即位沿用。
起訖年，方詩銘、李家瑞、李崇智、段玉明、王雲、黃德榮皆作945年。
李兆洛《纪元编》将文经误作“文经武略”，文经武略实为段思英谥号。

## 年號及改元出處
- 倪輅《南詔野史》：「晉開運二年（945）立，改元文經。叔思良爭位，廢英為僧。」
- 胡蔚《增訂南詔野史》：「後晉出帝甲辰開運元年（944）即位。明年（945），為出帝開運二年，改元文經。……是年，帝叔思良爭位，廢帝為僧，法名宏修大師。在位一年。」
- 王崧《雲南備徵志》：「晉開運二年（「二年」原誤作「三年」，945）即位，改元文經。叔思良爭立，廢為僧。」
- 諸葛元聲《滇史》：「段氏二世思英，後晉開運二年（945）立，改元文經。……思英立甫半年被廢。」
- 李京《雲南志略》：「子思英立，改元文經。在位一年，遜位為僧。」
- 楊慎《滇載記》：「傳子思英，立未幾。」
- 馮蘇《滇考》：「思英立，改元文經。」
- 《白古通記淺述》：「晉開運二年（945）即位，改元文經。」

## 纪年對照表
| 文经 | 元年  |
| ---- | ----- |
| 公元 | 945年 |
| 干支 | 乙巳  |

## 同期存在的其他政權年號
- 其他时期使用的文德之年号
- 中國
  - 開運（944年－946年）：後晉－石重貴之年號
  - 保大（943年－957年）：南唐－李璟之年號
  - 天德（943年－945年）：殷－王延政之年號
  - 乾和（943年－958年）：南漢－劉晟之年號
  - 廣政（938年－965年）：後蜀－孟昶之年號
  - 會同（938年－947年）：契丹－耶律德光之年號
  - 同慶（912年－966年）：于闐－尉遲烏僧波之年號
- 日本
  - 天慶（938年－947年）：朱雀天皇與村上天皇之年号